# منکث (روستا)
 منکث  به عربی ( الَمنکَث )، روستایی است در دهستان بنو الَمَنبة از توابع استان استان صَنعاء در کشور یمن در شبه جزیره عربستان.

## جمعیت
جمعیت آن (۹۸) نفر (۸ خانوار) می‌باشد.